# USS Benton

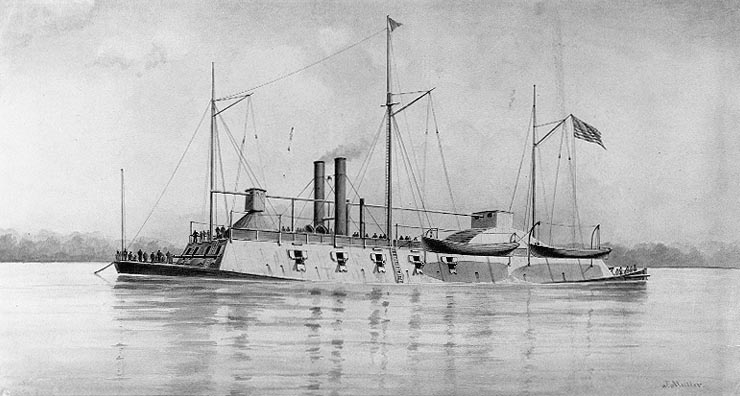
USS Benton (1861)

USS Benton (1861) — річковий броньований річковий канонерський човен Флоту Союзу під час Громадянської війни в США. Корабель назвали на честь американського сенатора Томаса Харта Бентона. Benton був катамараном з розташованим по центру гребним колесом, що використовувався для очистки річкових русел, якого переробили на підприємстві промисловця і винахідника Джеймса В. Ідса у Сент-Луїсі, в 1861, включений до бойового складу 24 лютого 1862 як частина армійської Західної флотилії канонерських човнів. Брав участь у основних річкових битвах на Міссісіпі. Після завершення війни був проданий 29 листопада 1865 року.